# Mythologie rapanui

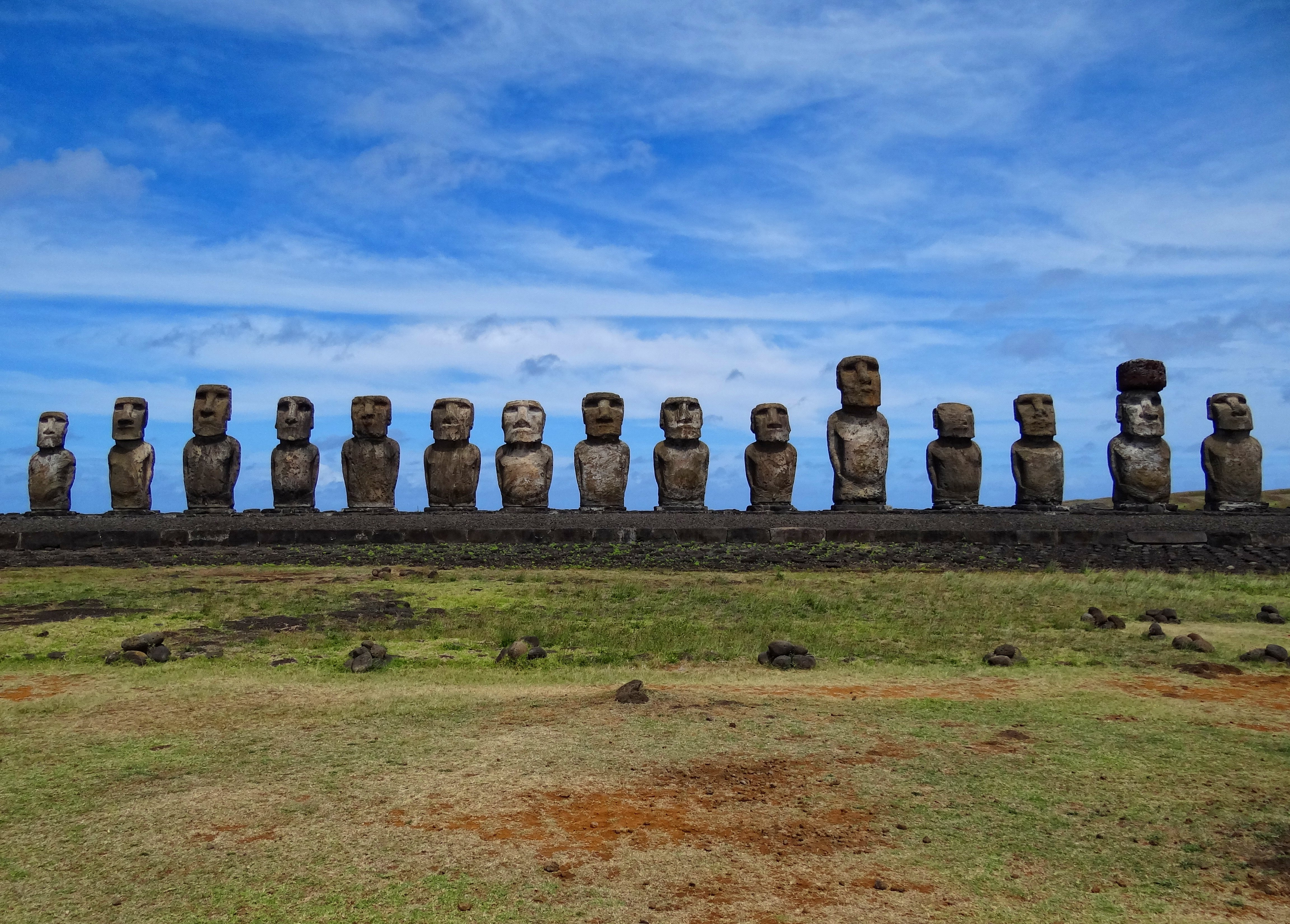
Les quinze moai debout d'Ahu Tongariki.

La mythologie rapanui, également connue sous le nom de mythologie Pascuane ou mythologie de l'Île de Pâques, fait référence aux mythes, légendes et croyances polynésiennes du peuple Rapa Nui de l'île de Pâques, dans le sud-est de l'océan Pacifique.

## Mythe d'origine
Selon la mythologie Rapa Nui, Hotu Matu'a est le premier colon légendaire et ariki mau (« chef suprême » ou « roi ») de l'île de Pâques. Hotu Matu'a et son groupe de colons naviguent sur des pirogues à double coque. Ce sont des Polynésiens originaires des terres désormais mythiques de Hiva (aussi appelé Hawaiki), Nuku Hiva, Hiva Oa, Fatu Hiva, Mont Oave, les Marquises, Tahiti, et Fenua. Ils débarquent sur la plage d'Anakena et se dispersent à travers l'île. Ils la subdivisent en clans prétendant descendre des fils d'Hotu Matu'a et vivant depuis plus de mille ans dans leur île isolée à la pointe sud-est du Triangle polynésien jusqu'à l'arrivée du capitaine néerlandais Jacob Roggeveen en 1722.

## Culte des ancêtres
L'élément le plus visible de la culture est la production de statues massives appelées moai qui représentent les ancêtres déifiés. La croyance veut que les vivants entretiennent une relation symbiotique avec les morts dans laquelle les morts fournissent tout ce dont les vivants ont besoin (santé, fertilité de la terre et des animaux, fortune, etc.), et les vivants, par le biais d'offrandes, offrent aux morts une meilleure place dans le monde des esprits. La plupart des colonies sont situées sur la côte et des moai sont érigés le long du littoral, veillant sur leurs descendants dans les colonies qui les précèdent, le dos tourné vers le monde des esprits dans la mer.

## Culte de Tangata Manu
Le culte de Tangata manu ou culte de l'homme-oiseau succède à l'ère Moai de l'île lorsque la guerre éclate à cause de la diminution des ressources naturelles et que la construction de statues s'interrompt. La divinité Make-make est le dieu principal du culte des hommes-oiseaux. Le culte décline après que la population de l'île adopte le catholicisme, même si la popularité et la mémoire de l'homme-oiseau ne disparaissent pas et qu'il est toujours présent dans les décorations de l'église de l'île.

## Divinités et héros
- Make-make, créateur de l'humanité
- Uoke, divinité tectonique
- Hotu Matu'a, roi légendaire et héros culturel
- Aku-Aku, esprits des morts
- Manana Take
- Tangata manu
- Hanau epe
- Haua
- Hina-Oio

## Lectures complémentaires
- Kjellgren, Eric, Splendid isolation: art of Easter Island, New York, The Metropolitan Museum of Art, 2001 (ISBN 9781588390110, lire en ligne)
- Robert D. Craig. Dictionary of Polynesian mythology. Greenwood Publishing Group, 1989  (ISBN 0-313-25890-2),  (ISBN 978-0-313-25890-9)
- Peggy Mann. Easter Island: land of mysteries. Holt, Rinehart, and Winston, 1976.  (ISBN 0-03-014056-0),  (ISBN 978-0-03-014056-3)